# Markus Steuerwald
Markus Steuerwald est un joueur allemand de volley-ball né le 7 mars 1989 à Wolfach (arrondissement de l'Ortenau, dans le Land de Bade-Wurtemberg). Il mesure 1,82 m et joue libero. Il totalise 111 sélections en équipe d'Allemagne.

## Biographie
Markus est le frère cadet de Patrick Steuerwald, également international allemand.

## Clubs
| Club                | De        | À         |
| ------------------- | --------- | --------- |
| VfB Friedrichshafen | 2006-2007 | 2009-2010 |
| Paris Volley        | 2010-2011 | 2015-2016 |
| VfB Friedrichshafen | 2016-2017 | 2020-2021 |

## Palmarès

### En sélection nationale
- Mémorial Hubert Wagner
  -  : 2012.
- Championnat du monde
  -  : 2014.

### En club
- Ligue des champions (1)
  - Vainqueur : 2007.
- Coupe de la CEV (1)
  - Vainqueur : 2014.
- Championnat d'Allemagne (4)
  - Vainqueur : 2007, 2008, 2009, 2010.
  - Finaliste : 2017, 2018, 2019.
- Coupe d'Allemagne (5)
  - Vainqueur : 2007, 2008, 2017, 2018, 2019.
- Supercoupe d'Allemagne (3)
  - Vainqueur : 2016, 2017, 2018.
  - Finaliste : 2019.
- Championnat de France (1)
  - Vainqueur : 2016.
  - Finaliste : 2013, 2014, 2015.
- Coupe de France
  - Finaliste : 2014.
- Supercoupe de France (1)
  - Vainqueur : 2013.
  - Finaliste : 2014, 2015.

### Distinctions individuelles
| - 2007 : Championnat d'Allemagne — Meilleur libero - 2007 : Championnat d'Allemagne — Meilleur plongeur - 2007 : Ligue des champions — Meilleur libero - 2007 : Championnat d'Europe U19 — Meilleur serveur | - 2008 : Championnat d'Allemagne — Meilleur libero - 2008 : Championnat d'Allemagne — Meilleur plongeur - 2012 : Mémorial Hubert Wagner — Meilleur libero - 2012 : Jeux olympiques — Meilleur libero |